# Danh sách đĩa đơn quán quân Hot 100 năm 2007 (Mỹ)

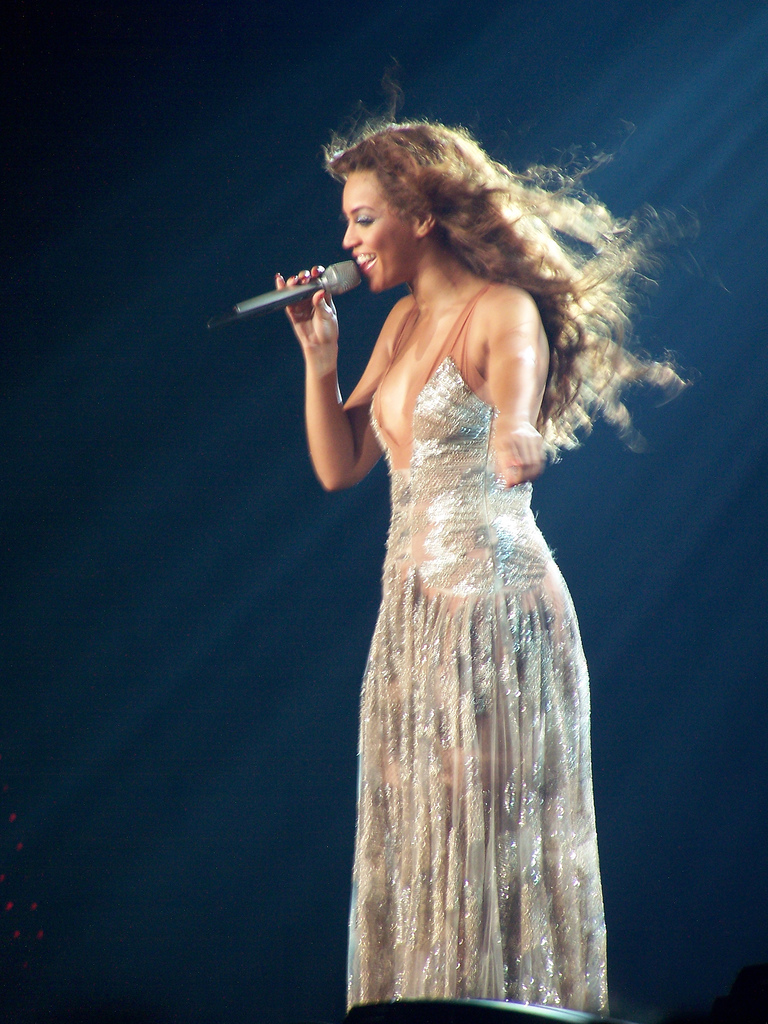
"Irreplaceable" của Beyoncé là đĩa đơn thành công nhất năm khi đứng đầu Top Hot 100 Hits năm 2007.

Billboard Hot 100 là một bảng xếp hạng những đĩa đơn thành công nhất tại thị trường âm nhạc Hoa Kỳ. Bảng xếp hạng do tạp chí Billboard xuất bản cùng những số liệu được tổng hợp bởi Nielsen SoundScan dựa trên doanh số của đĩa thường, tải kỹ thuật số và tần suất phát sóng. Năm 2007 có tổng cộng 17 đĩa đơn từng đứng đầu bảng xếp hạng. "Irreplaceable" của Beyoncé bắt đầu nắm giữ vị trí quán quân từ cuối năm 2006 kéo dài sang đến đầu năm 2007.
Năm 2007, có 8 nghệ sĩ giành được đĩa đơn quán quân đầu tiên của mình, cả vai trò nghệ sĩ chính lẫn góp mặt khách mời: Mims, Avril Lavigne, Maroon 5, T-Pain, Yung Joc, Plain White T's, Sean Kingston và Soulja Boy Tell 'Em. Nhà sản xuất nhạc Timbaland gặt hái đĩa đơn quán quân đầu tiên của mình trong vai trò nghệ sĩ chính "Give It to Me"; trước đó anh từng xuất hiện trong vai trò khách mời trong đĩa đơn quán quân "Promiscuous" của Nelly Furtado. T-Pain, Justin Timberlake, Nelly Furtado và Fergie mỗi người có cho mình hai đĩa đơn quán quân, cả vai trò nghệ sĩ chính lẫn góp mặt khách mời.
Có ba đĩa đơn quán quân cùng chia sẻ thời gian trụ hạng dài nhất của năm 2007: "Irreplaceable" của Beyoncé, "Umbrella" của Rihanna và "Crank That (Soulja Boy)" của Soulja Boy Tell 'Em đều lên đỉnh bảng xếp hạng trong 7 tuần; riêng thành tích của bài "Crank That" là không liên tiếp. Tuy nhiên vì "Irreplaceable" có 3 tuần nắm giữ ngôi quán quân trong 3 số xuất bản của Billboard vào năm ngoái, nên tạp chí này đã ghi nhận ca khúc là đĩa đơn quán quân trụ hạng lâu nhất năm 2006. Do đó "Umbrella" và "Crank That (Soulja Boy)" là những đĩa đơn quán quân trụ hạng lâu nhất năm 2007. Các đĩa đơn khác có nhiều tuần đứng đầu Hot 100 là "No One" của nữ ca sĩ Alicia Keys với 5 tuần liên tiếp trụ ở vị trí quán quân.
"Irreplaceable" là đĩa đơn thành công nhất năm dương lịch khi đứng đầu bảng xếp hạng đĩa đơn Hot 100 cuối năm trong 7 tuần liên tiếp. Bài hát "Makes Me Wonder" của ban nhạc Maroon 5 được ghi nhận với thành tích nhảy vọt từ hạng 64 lên hạng 1 trên Billboard Hot 100, trở thành cú nhảy vọt ngoạn mục nhất năm 2007. "Umbrella" nhờ thành tích xếp đầu 7 trong số 13 tuần hè nên được giới báo chí âm nhạc tôn vinh là ca khúc của mùa hè 2007.

## Lịch sử xếp hạng

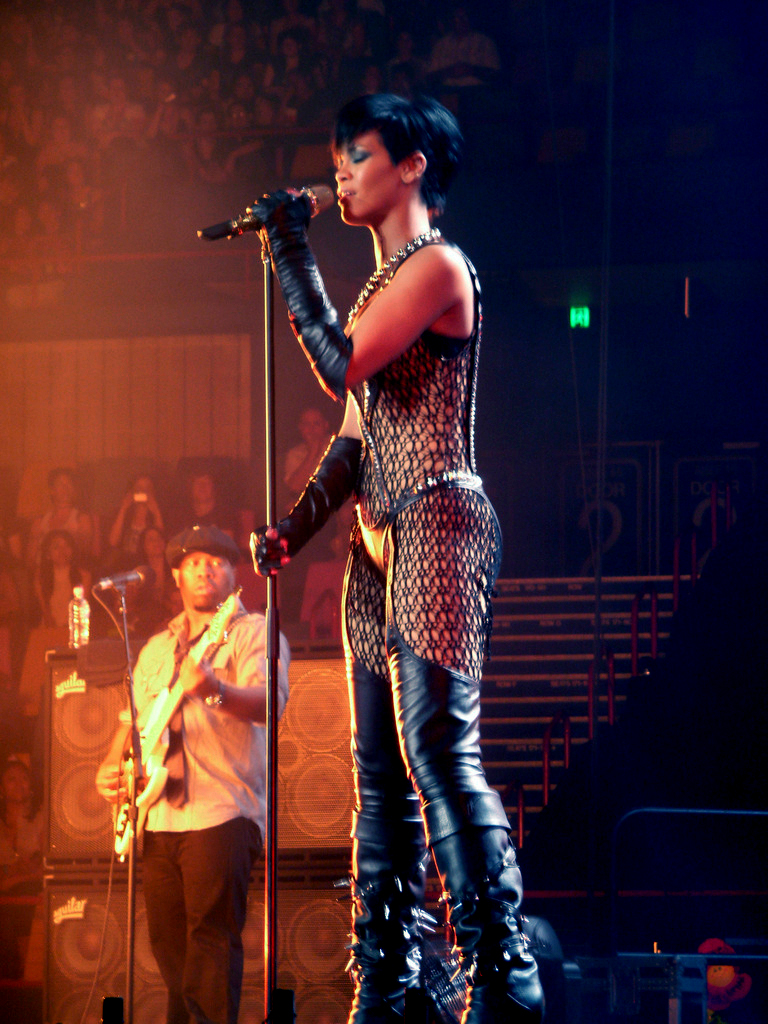
"Umbrella" của Rihanna có 7 tuần quán quân liên tục trên Billboard Hot 100, trở thành một trong ba đĩa đơn trụ hạng lâu nhất năm, cùng với "Irreplaceable" và "Crank That (Soulja Boy)".

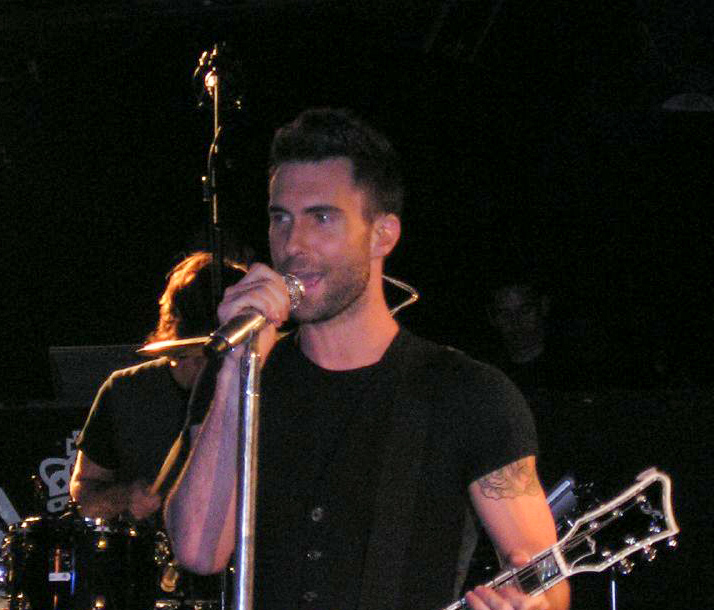
"Makes Me Wonder" của Maroon 5 được ghi nhận nhờ thành tích nhảy từ hạng 64 lên hạng 1 trên Billboard Hot 100, trở thành cú nhảy vọt ngoạn mục nhất năm.

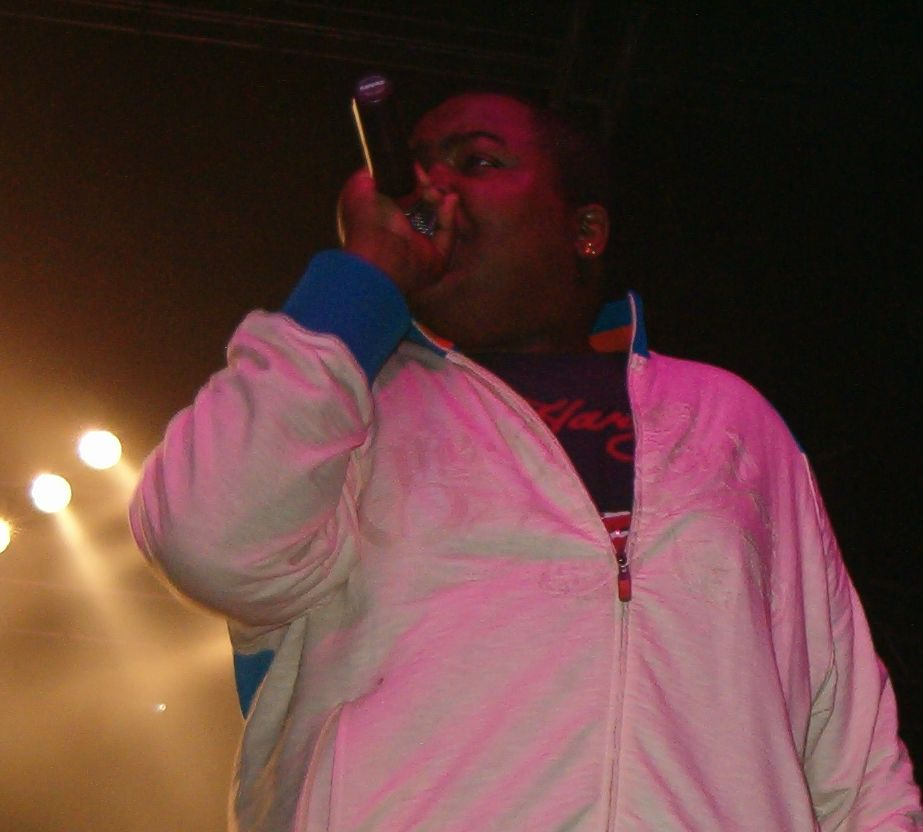
Rapper Sean Kingston đĩa đơn quán quân đầu tiên tại Hoa Kỳ với "Beautiful Girls" ca khúc nắm giữ ngôi đầu 4 tuần liên tiếp.

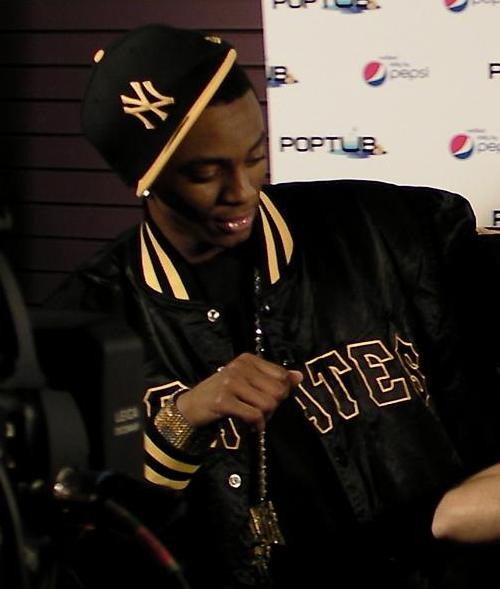
Rapper Soulja Boy giành được đĩa đơn quán quân đầu tiên tại Hoa Kỳ với "Crank That" - ca khúc có 7 tuần liên tiếp giữ ngôi đầu.

| dagger | Chỉ đĩa đơn thành công nhất trên bảng xếp hạng 2007 |

| #        | Ngày phát hành | Ca khúc                            | Nghệ sĩ                                                  | Chú thích |
| -------- | -------------- | ---------------------------------- | -------------------------------------------------------- | --------- |
| 936      | 6 tháng 1      | "Irreplaceable"                    | Beyoncé                                                  | [ 10 ]    |
| 936      | 13 tháng 1     | "Irreplaceable"                    | Beyoncé                                                  | [ 11 ]    |
| 936      | 20 tháng 1     | "Irreplaceable"                    | Beyoncé                                                  | [ 12 ]    |
| 936      | 27 tháng 1     | "Irreplaceable"                    | Beyoncé                                                  | [ 13 ]    |
| 936      | 3 tháng 2      | "Irreplaceable"                    | Beyoncé                                                  | [ 14 ]    |
| 936      | 10 tháng 2     | "Irreplaceable"                    | Beyoncé                                                  | [ 15 ]    |
| 936      | 17 tháng 2     | "Irreplaceable"                    | Beyoncé                                                  | [ 16 ]    |
| 937      | 24 tháng 2     | "Say It Right"                     | Nelly Furtado                                            | [ 17 ]    |
| 938      | 3 tháng 3      | "What Goes Around... Comes Around" | Justin Timberlake                                        | [ 18 ]    |
| 939      | 10 tháng 3     | "This Is Why I'm Hot"              | Mims                                                     | [ 19 ]    |
| 939      | 17 tháng 3     | "This Is Why I'm Hot"              | Mims                                                     | [ 20 ]    |
| 940      | 24 tháng 3     | "Glamorous"                        | Fergie hợp tác với Ludacris                              | [ 21 ]    |
| 940      | 31 tháng 3     | "Glamorous"                        | Fergie hợp tác với Ludacris                              | [ 22 ]    |
| 941      | 7 tháng 4      | "Don't Matter"                     | Akon                                                     | [ 23 ]    |
| 941      | 14 tháng 4     | "Don't Matter"                     | Akon                                                     | [ 24 ]    |
| 942      | 21 tháng 4     | "Give It to Me"                    | Timbaland hợp tác với Nelly Furtado và Justin Timberlake | [ 25 ]    |
| 942      | 28 tháng 4     | "Give It to Me"                    | Timbaland hợp tác với Nelly Furtado và Justin Timberlake | [ 26 ]    |
| 943      | 5 tháng 5      | "Girlfriend"                       | Avril Lavigne                                            | [ 27 ]    |
| 944      | 12 tháng 5     | "Makes Me Wonder"                  | Maroon 5                                                 | [ 28 ]    |
| 944      | 19 tháng 5     | "Makes Me Wonder"                  | Maroon 5                                                 | [ 29 ]    |
| 945      | 26 tháng 5     | "Buy U a Drank (Shawty Snappin')"  | T-Pain hợp tác với Yung Joc                              | [ 30 ]    |
| Tái xuất | 2 tháng 6      | "Makes Me Wonder"                  | Maroon 5                                                 | [ 31 ]    |
| 946      | 9 tháng 6      | "Umbrella"                         | Rihanna hợp tác với Jay-Z                                | [ 32 ]    |
| 946      | 16 tháng 6     | "Umbrella"                         | Rihanna hợp tác với Jay-Z                                | [ 33 ]    |
| 946      | 23 tháng 6     | "Umbrella"                         | Rihanna hợp tác với Jay-Z                                | [ 34 ]    |
| 946      | 30 tháng 6     | "Umbrella"                         | Rihanna hợp tác với Jay-Z                                | [ 35 ]    |
| 946      | 7 tháng 7      | "Umbrella"                         | Rihanna hợp tác với Jay-Z                                | [ 36 ]    |
| 946      | 14 tháng 7     | "Umbrella"                         | Rihanna hợp tác với Jay-Z                                | [ 37 ]    |
| 946      | 21 tháng 7     | "Umbrella"                         | Rihanna hợp tác với Jay-Z                                | [ 38 ]    |
| 947      | 28 tháng 7     | "Hey There Delilah"                | Plain White T's                                          | [ 39 ]    |
| 947      | 4 tháng 8      | "Hey There Delilah"                | Plain White T's                                          | [ 40 ]    |
| 948      | 11 tháng 8     | "Beautiful Girls"                  | Sean Kingston                                            | [ 41 ]    |
| 948      | 18 tháng 8     | "Beautiful Girls"                  | Sean Kingston                                            | [ 42 ]    |
| 948      | 25 tháng 8     | "Beautiful Girls"                  | Sean Kingston                                            | [ 43 ]    |
| 948      | 1 tháng 9      | "Beautiful Girls"                  | Sean Kingston                                            | [ 44 ]    |
| 949      | 8 tháng 9      | "Big Girls Don't Cry"              | Fergie                                                   | [ 45 ]    |
| 950      | 15 tháng 9     | "Crank That (Soulja Boy)"          | Soulja Boy Tell 'Em                                      | [ 46 ]    |
| 950      | 22 tháng 9     | "Crank That (Soulja Boy)"          | Soulja Boy Tell 'Em                                      | [ 47 ]    |
| 951      | 29 tháng 9     | "Stronger"                         | Kanye West                                               | [ 48 ]    |
| Tái xuất | 6 tháng 10     | "Crank That (Soulja Boy)"          | Soulja Boy Tell 'Em                                      | [ 49 ]    |
| Tái xuất | 13 tháng 10    | "Crank That (Soulja Boy)"          | Soulja Boy Tell 'Em                                      | [ 50 ]    |
| Tái xuất | 20 tháng 10    | "Crank That (Soulja Boy)"          | Soulja Boy Tell 'Em                                      | [ 51 ]    |
| Tái xuất | 27 tháng 10    | "Crank That (Soulja Boy)"          | Soulja Boy Tell 'Em                                      | [ 52 ]    |
| Tái xuất | 3 tháng 11     | "Crank That (Soulja Boy)"          | Soulja Boy Tell 'Em                                      | [ 53 ]    |
| 952      | 10 tháng 11    | "Kiss Kiss"                        | Chris Brown hợp tác với T-Pain                           | [ 54 ]    |
| 952      | 17 tháng 11    | "Kiss Kiss"                        | Chris Brown hợp tác với T-Pain                           | [ 55 ]    |
| 952      | 24 tháng 11    | "Kiss Kiss"                        | Chris Brown hợp tác với T-Pain                           | [ 56 ]    |
| 953      | 1 tháng 12     | "No One"                           | Alicia Keys                                              | [ 57 ]    |
| 953      | 8 tháng 12     | "No One"                           | Alicia Keys                                              | [ 58 ]    |
| 953      | 15 tháng 12    | "No One"                           | Alicia Keys                                              | [ 59 ]    |
| 953      | 22 tháng 12    | "No One"                           | Alicia Keys                                              | [ 60 ]    |
| 953      | 29 tháng 12    | "No One"                           | Alicia Keys                                              | [ 61 ]    |